# Reinhardt-Programm
Das Reinhardt-Programm war in der Zeit des Nationalsozialismus ein wirtschaftspolitisches Sozialprogramm zur Beseitigung der Arbeitslosigkeit. Benannt wurde es nach Fritz Reinhardt, dem damaligen Staatssekretär im Reichsfinanzministerium, der federführend für die Gesetzgebung der umzusetzenden Maßnahmen verantwortlich war. Durch das Programm erreichte Deutschland 1936 als eines der ersten Länder nach der Weltwirtschaftskrise wieder Vollbeschäftigung.

## Historischer Hintergrund
Aufgrund der Weltwirtschaftskrise hatte sich in Deutschland bis 1932 die Zahl der Arbeitslosen auf 6.120.000 erhöht. Im Auftrage der Reichsregierung wurden als Gegenmaßnahmen im Reichsfinanzministerium verschiedene Programme entwickelt. Dabei waren Ökonomen und Theoretiker der marxistischen Linken wie Rudolf Hilferding, aber auch konservative Finanzexperten wie Arthur Zarden und allen voran Heinrich Brüning gegenüber Förderungen der Arbeitsbeschaffung eher skeptisch und der finanziellen Orthodoxie zugeneigt. Unter dem Eindruck der vorausgegangenen Hyperinflation waren sie bemüht, die Währung durch eine Sparpolitik zu stärken, was neben der steigenden Arbeitslosigkeit mit gravierenden sozialen Härten, Steuererhöhungen und tiefen Einschnitten in die sozialen Sicherungssysteme verbunden war. Dabei gingen die Vertreter der Sparpolitik von der Notwendigkeit aus, den Staatshaushalt ausgeglichen zu halten, weil der Kapitalmarkt zur Finanzierung eines Defizits nicht zur Verfügung stand. Letztlich erwiesen sich diese Maßnahmen als krisenverschärfend.
Auf der anderen Seite empfahlen Finanzexperten, Ökonomen und Politiker wie Franz Hochstetter, Wilhelm Lautenbach, Fritz Reinhardt, Carl Schmitt oder Franz von Papen wirtschaftspolitische Anreize zu schaffen, die darauf ausgerichtet waren, die Nachfrage nach Gütern und Dienstleistungen zu steuern und bei Bedarf die Wirtschaft durch vermehrte Staatsausgaben sowie durch expansive Geldpolitik zu beleben. Tatsächlich erließ das Kabinett Papen am 14. Juli 1932 eine Notverordnung, mit der erstmals aktive Schritte dieser Konjunkturpolitik eingeleitet wurden. Damit begann die Umsetzung erster Arbeitsbeschaffungsprogramme, wie der Ausbau von Straßen, die Begradigung von Wasserwegen, Zuschüsse für Meliorationsarbeiten sowie subventionierte Schiffsbau- und Abwrackarbeiten. Parallel sollten private Unternehmen mittels sogenannter Steuergutscheine steuerlich entlastet werden.
Der Niedergang der Weimarer Republik verlangsamte ein bald erwartetes positives Ergebnis; die Früchte der Programme erntete die Regierung Hitler. Während zur gleichen Zeit Franklin D. Roosevelt in den USA sein expansives Arbeitsbeschaffungsprogramm, den New Deal, ankündigte, erzielte in Deutschland Hitler bei den Wahlen im Juli 1932, durch sein Versprechen, die Arbeitslosigkeit abzubauen, den endgültigen Durchbruch. Tatsache ist, dass nur die NSDAP mit einem Programm massiver, reflationärer Kreditausweitung und Arbeitsbeschaffung auftrat und so ihren Stimmenanteil mit 37,3 % mehr als verdoppeln konnte.
Nach der Machtergreifung der Nationalsozialisten tauschte dann Reichsminister der Finanzen Schwerin von Krosigk nach persönlicher Intervention Hitlers den jüdischen Staatssekretär im Reichsfinanzministerium Arthur Zarden mit dem NSDAP-Finanzexperten Fritz Reinhardt aus. Inspiriert von John Maynard Keynes und dessen Idee einer finanzpolitischen Wirtschaftssteuerung begann der neue Staatssekretär umgehend mit der Umsetzung des nach ihm benannten Arbeitsbeschaffungsprogramms.

## Gesetzesgrundlagen
Das Reinhardt-Programm enthielt Gesetzgebungen zur Arbeitsbeschaffung, der Steuererleichterung und verschiedene Bestimmungen über den Einsatz von Arbeitskräften.
Als Start kann der 1. Juni 1933 betrachtet werden. An diesem Tag trat das Gesetz zur Verminderung der Arbeitslosigkeit in Kraft, in welchem der Reichsminister der Finanzen ermächtigt wurde, eine Milliarde Reichsmark zur (wörtlich) „Förderung der nationalen Arbeit auszugeben“. Am 21. September 1933 folgte das Zweite Gesetz zur Verminderung der Arbeitslosigkeit mit nochmals 500 Millionen Reichsmark und am 16. Oktober 1934 das Steueranpassungsgesetz nebst zehn weiteren Steuergesetzen.
Damit hatte das Reinhardt-Programm ein finanzielles Volumen von 1,5 Milliarden Reichsmark, was heute rund 10 Milliarden Euro entsprechen würde.

## Inhalte
In der Bevölkerung erregten diese Reformen großes Aufsehen, weil damit neben der Schaffung von Arbeitsplätzen erhebliche Steuerentlastungen verbunden waren. Jungvermählte erhielten ein zinsloses Ehestandsdarlehen für die Beschaffung von Hausrat in Höhe von bis zu 1.000 Mark. Dafür mussten Ledige eine Sonderabgabe zahlen. In einem erheblichen Umfang wurden die Einkommen-, Umsatz-, Kraftfahrzeug- und Grundsteuer gesenkt; die Körperschaftssteuer stieg hingegen von 20 % auf 40 %. Steuerbefreiungen gab es für private Eigenheimbauer und Besitzer von Kleinwohnungen. Sehr große Vergünstigungen wurden der Landwirtschaft gewährt.
Konkrete staatliche Aufträge ergingen für Instandsetzungs- und Ergänzungsarbeiten an öffentlichen Gebäuden, für den sozialen Wohnungsbau, für Brückenbauten, für Flussregulierungen, den Bau der Reichsautobahn usw.
Um den Effekt zu erhöhen, wurden Regelungen über den Einsatz von Arbeitskräften erlassen. Beispielsweise durften erhöhte Arbeitsaufträge nicht zu einer Verlängerung der Arbeitszeit führen. Für derartige Mehrarbeit sollten Neueinstellungen vorgenommen werden, darunter mussten mindestens 80 % Arbeitslose sein. Maschinen, die durch Neuinvestitionen ersetzt wurden, sollten verschrottet werden, damit sie nicht anderweitig verwendet werden konnten.

## Nachbetrachtung
Mit dem Reinhardt-Programm hatte Deutschland 1936 die Weltwirtschaftskrise überwunden, als eines der ersten Länder wieder Vollbeschäftigung erreicht und das Vorkriegsniveau der Produktion von 1914 überschritten.
Es gilt heute als unumstritten, dass aufgrund dieser Steuerreformen und Beschäftigungsprogramme ein enormer Konjunkturaufschwung einsetzte. Die zwischen 1933 und 1935 verfolgte Steuerpolitik führte bei den Bürgern zu Steuererleichterungen in Höhe von insgesamt 1,75 Milliarden Mark. Durch die damit verbundene Stärkung der Kaufkraft stiegen im gleichen Zeitraum die Steuereinnahmen um zusätzlich 5,4 Milliarden Reichsmark.
Ob oder in welchem Maße das Reinhardt-Programm von Kriegsvorbereitungen inspiriert war, ist unter Historikern umstritten. De jure und de facto knüpften die Planungen der Steuer- und Arbeitsbeschaffungsgesetze im Reichsfinanzministerium unmittelbar an die Vorarbeiten der Weimarer Republik an. Fast alle der neu eingeführten Elemente der NS-Steuerpolitik waren nichts anderes als eine Fortsetzung der Weimarer Steuerpolitik und sind deshalb als Ausbau und nicht als „revolutionäre“ Umgestaltung der Nationalsozialisten zu sehen.